# Al-Thumama Stadion
Az al-Thumama Stadion (arabul: ملعب الثمامة Malʿab ath-Thumāma) egy labdarúgó-stadion Katarban. Egyike volt a stadionoknak a 2022-es labdarúgó-világbajnokságon.

## A stadion
Az al-Thumama Stadion egyike a hét stadionnak, amelyet a 2022-es labdarúgó-világbajnokságra építenek. A Hamad nemzetközi repülőtér közelében található, az Al Jaber Engineering és a Tekfen Construction közös munkája. Ibrahim Jaidah tervezte, inspirációját a taqiyah sapka inspirálta, amelyet a Délnyugat-ázsiai országokban hordanak a férfiak. A stadion körül egy 50,000 m2-es park lesz található. 40 ezer főt képes befogadni és 2021-re lesz kész.